# Chromosoom 7
Chromosoom 7 is een chromosoom in het menselijk lichaam dat ongeveer 158 miljoen basenparen DNA bevat. Het staat voor 4,75 tot 5,25 procent van het totale DNA in cellen.
Op chromosoom 7 bevinden zich naar wordt aangenomen anno 2008 ongeveer 1000 tot 1400 genen, waaronder de homeobox en leptine.

## Genen
- RELN - reeline

## Te herleiden aandoeningen
Aanleg voor onder meer de volgende aandoeningen is te herleiden tot een fout (een verkeerde structuur of aantal basenparen) op chromosoom 7:
- type-2-lissencefalie - RELN
- doofheid
- syndroom van Gilles de la Tourette
- kankers (maligne lymfoom), zoals Wilmstumoren
- nachtblindheid
- taaislijmziekte
- Tritanomalie en Tritanopie, Kleurenblindheid voor blauw
- ziekte van Becker
- ziekte van Thomsen
- het syndroom van Russell-Silver
- het syndroom van Williams
- Er zijn aanwijzingen dat autisme o.a. een genetische basis heeft. Er is een 'kwetsbaarheidslocus' gevonden op o.a. chromosoom 7. Dit betekent echter niet dat autisme alleen te herleiden is tot een fout op chromosoom 7

1 ·
2 ·
3 ·
4 ·
5 ·
6 ·
7 ·
8 ·
9 ·
10 ·
11 ·
12 ·
13 ·
14 ·
15 ·
16 ·
17 ·
18 ·
19 ·
20 ·
21 ·
22 ·
X ·
Y